# メルビン・クランツバーグ

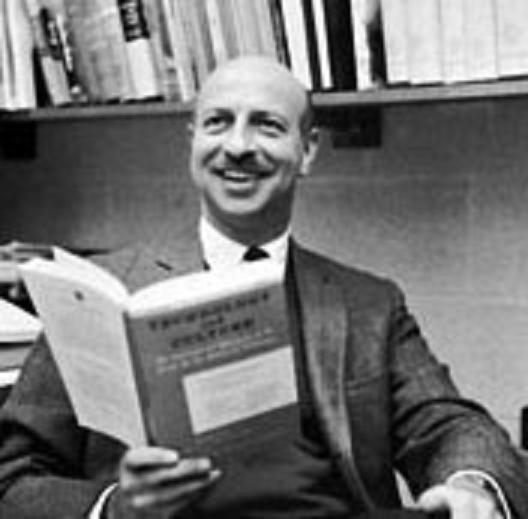
メルビン・クランツバーグ

メルビン・クランツバーグ（Melvin Kranzberg、1917年11月22日 - 1995年12月6日）は、技術史を専門としたアメリカ合衆国の歴史家。
クランツバーグは、彼が提唱した技術の法則によって知られており、その第一法則は、「技術は善でも悪でもなく、また、中立でもない」というものである。

## 経歴
ミズーリ州セントルイスに生まれたクランツバーグは、アマースト大学を卒業し、ハーバード大学で修士号と博士号 (PhD) を取得した後、第二次世界大戦中はアメリカ陸軍の一員としてヨーロッパ戦線に従軍した。ドイツ兵捕虜を尋問して、ナチ側の大砲の配置を聞き出した功績によって、ブロンズスターメダル（青銅星章）を授与された。クランツバーグは、ジョージ・パットンの指揮下で捕虜審問を務めた9人の兵士の中で、戦争を生き延びた僅かふたりのうちのひとりであった。
1952年から1971年にかけてケース・ウェスタン・リザーブ大学の歴史学教授であり、1972年から1988年にかけてはジョージア工科大学のキャラウェイ技術史教授 (Callaway professor of the history of technology)であった。
彼は、アメリカ合衆国における技術史学会の創設者のひとりであり、長く学術誌『Technology and Culture』の編集にあたった。クランツバーグは、1983年から1984年にかけて、技術史学会の会長を務め、学会誌の編集に1959年から1981年まで従事し、その仕事をスミソニアン学術協会のロバート・C・ポスト (Robert C. Post) に引き継いだ。技術史学会は、技術史分野の博士論文を準備している博士課程の学生を対象としsた年額 $4000 の奨学金 (fellowship) にクランツバーグの名を冠している。世界中の学生が、その対象とされている。クランツバーグは1967年に、技術史学会からレオナルド・ダ・ヴィンチ・メダルを贈られた。
ハワード・P・シーガルは、『Virginia Quarterly Review』に、クランツバーグを顕彰する有益な略伝を寄稿している。
『Technology and Culture』には、ロバート・C・ポストによる評伝が2回掲載された。
- "Back at the Start: History and Technology and Culture," T&C 51 (2010): 961–94
- "Chance and Contingency: Putting Mel Kranzberg in Context," T&C 50 (2009): 839–72.

クランツバーグは、国際技術史会議の創設にも貢献した。

## クランツバーグの技術の法則
メルビン・クランツバーグが提唱した技術の六法則は以下のようなものである。
1. 技術は善でも悪でもなく、また、中立でもない。 (Technology is neither good nor bad: nor is it neutral.)
2. 発明は必要の母。(Invention is the mother of necessity.)
3. 技術は、大きいものや小さいものが、ひとかたまりになって現れる。(Technology comes in packages, big and small.)
4. 技術は多くの公的課題の主要な要素でありえるが、技術政策の決定には非技術的要因が優越する。(Although technology might be a prime element in many public issues, nontechnical factors take precedence in technology-policy decisions.)
5. すべての歴史は重要であるが、技術史は何よりも重要である。(All history is relevant, but the history of technology is the most relevant.)
6. 技術は極めて人間的な活動であり、技術史もそうである。(Technology is a very human activity – and so is the history of technology.)[5]

## 日本語での紹介
クランツバーグの技術史学会会長として講演が『Technology and Culture』に掲載された内容の一部は、1975年に『高分子』に抄訳紹介された。
キャロル・W・パーセル2世との共編著『Technology in Western Civilization』（全2巻）は、小林達也の監訳により、1976年に『20世紀の技術』（上・下）と題されて出版された。
1994年には『岩波講座現代思想13 テクノロジーの思想』に、橋本毅彦の訳により「コンテクストのなかの技術」が収録された。